# 요 흥종
요 흥종 야율종진(遼 興宗 耶律宗眞, 1016년 4월 3일(음력 2월 23일) ~ 1055년 8월 28일(음력 8월 4일))은 요나라의 제7대 황제(재위：1031년 ~ 1054년)이다. 시호는 신성효장황제(神聖孝章皇帝)이다.

## 생애
흥종은 요 성종의 장남으로, 궁녀 소누근(흠애황후)의 소생이었지만 성종의 정비 인덕황후에게 친자식과 다를 바 없는 사랑을 받으며 자랐다. 1021년, 6세의 나이에 황태자가 되었고 1031년 아버지 성종이 죽자 즉위하였다. 흥종의 생모 소누근(흠애왕후)은 섭정을 하여 권력을 잡았고, 자신의 호위병 풍가노로 하여금 북부 재상 소착복과 인덕황후의 형제 소필적을 무고하게 했다. 흥종은 인덕황후에 대한 효심이 지극해서 그녀를 용서해 달라고 청했지만 흠애왕후는 인덕황후를 상경(현재의 내몽골 자치구)으로 내쫓고 사람을 보내 억지로 자결하게 했다. 1034년 흠애왕후는 아들인 흥종을 폐하고 다른 아들을 왕위로 세우려 했지만 흥종은 이것을 미리 알고 어머니를 귀양보냈다. 이처럼 흥종의 치세부터 요나라는 내란이 끊이질 않아 쇠퇴의 길을 걸었다. 정부는 부패하였고 군대는 흩어졌다.
흥종은 서하를 여러 차례 공격하였고 송나라와도 교전하여 중국의 정세를 어지럽혔다. 또한 잦은 전쟁으로 인해 백성들은 높은 세금을 내야 했고 그는 불교를 국교로 지정하고는 온갖 사치를 일삼았다. 이로 인해 요나라는 국력이 쇠퇴하였고, 이는 1125년에 금나라에게 멸망하게 되는 원인 중 하나가 된다.
그는 1055년 죽었다.

## 존호
즉위 이듬해인 1032년에 문무인성소효황제(文武仁聖昭孝皇帝)라는 존호를 받았고, 1042년년에 존호를 개칭하여 총문성무영략신공예철인효황제(聰文聖武英略神功睿哲仁孝皇帝)라고 하였다. 1054년에는 존호를 가상하여 흠천봉도우세흥력무정문성성신인효황제(欽天奉道祐世興曆武定文成聖神仁孝皇帝)라고 하였다.

## 가계

### 조부모와 부모
- 조부 : 경종(景宗) 효성제(孝成帝) 야율현(耶律賢)
- 조모 : 예지황후(睿智皇后) 소작(蕭綽)
  - 부 : 성종(聖宗) 문무제(文武帝) 야율융서(耶律 隆緒)
  - 모 : 흠애황후(欽哀皇后) 소누근(蕭耨斤)

### 후비
| 봉호           | 시호                | 이름(성씨)      | 별칭  | 재위년도        | 생몰년도   | 국구(장인/장모)                                                                       | 능묘       | 비고  |
| -------------- | ------------------- | --------------- | ----- | --------------- | ---------- | ------------------------------------------------------------------------------------- | ---------- | ----- |
| 폐황후(廢皇后) |                     | 소삼천 (蕭三蒨) | [ 3 ] | 1031년 ~ 1032년 |            | 무정군절도사(武定軍節度使) 소소종(蕭紹宗) 송국장공주(宋國長公主) 야율 연가(耶律 燕哥) |            | [ 4 ] |
| 황후(皇后)     | 인의황후 (仁懿皇后) | 소달리 (蕭撻里) | [ 5 ] | 1035년 ~ 1055년 | ? ~ 1076년 | 진국왕(晉国王) 소효목(蕭孝穆)                                                         | 경릉(慶陵) |       |

### 황자
| - | 봉호               | 시호       | 이름                                     | 생몰년도        | 생모            | 별칭  | 비고                   |
| - | ------------------ | ---------- | ---------------------------------------- | --------------- | --------------- | ----- | ---------------------- |
| 1 | 연조국왕(燕趙國王) |            | 야율살랄(耶律 查剌) 야율 홍기(耶律 洪基) | 1032년 ~ 1101년 | 인의황후 소달리 | [ 6 ] | 제8대 황제 도종(道宗). |
| 2 |                    |            | 야율 보신노(耶律 寶信奴)                 | 1035년 ~ ?      |                 |       |                        |
| 3 | 황태숙(皇太淑)     | 인성(仁聖) | 야율 화로알(耶律 和魯斡)                 | 1041년 ~ 1110년 | 인의황후 소달리 | [ 7 ] |                        |
| 4 | 진위국왕(秦魏國王) |            | 야율 아련(耶律 阿璉)                     | ? ~ 1087년      | 인의황후 소달리 | [ 8 ] |                        |

### 황녀
| - | 봉호                    | 이름                     | 생몰년도       | 생모            | 부마                                  | 별칭   | 비고 |
| - | ----------------------- | ------------------------ | -------------- | --------------- | ------------------------------------- | ------ | ---- |
| 1 | 진국장공주 (晉國長公主) | 야율발근 (耶律 跋芹)     |                | 인의황후 소달리 | 소살팔(蕭撒八)                        | [ 9 ]  |      |
| 1 | 진국장공주 (晉國長公主) | 야율발근 (耶律 跋芹)     | 소아속(蕭阿速) | 인의황후 소달리 |                                       | [ 9 ]  |      |
| 1 | 진국장공주 (晉國長公主) | 야율발근 (耶律 跋芹)     | 소와닉(蕭窩匿) | 인의황후 소달리 |                                       | [ 9 ]  |      |
| 2 | 정국장공주 (鄭國長公主) | 야율알리태 (耶律 斡里太) |                | 인의황후 소달리 | 요서군왕(遼西郡王) 소여리타(蕭余里也) | [ 10 ] |      |

## 기년
| 흥종        | 원년            | 2년                 | 3년        | 4년        | 5년        | 6년        | 7년        | 8년        | 9년        | 10년       |
| ----------- | --------------- | ------------------- | ---------- | ---------- | ---------- | ---------- | ---------- | ---------- | ---------- | ---------- |
| 서력 (西曆) | 1031년          | 1032년              | 1033년     | 1034년     | 1035년     | 1036년     | 1037년     | 1038년     | 1039년     | 1040년     |
| 간지 (干支) | 신미(辛未)      | 임신(壬申)          | 계유(癸酉) | 갑술(甲戌) | 을해(乙亥) | 병자(丙子) | 정축(丁丑) | 무인(戊寅) | 기묘(己卯) | 경진(庚辰) |
| 연호 (年號) | 경복(景福) 원년 | 2년 중희(重熙) 원년 | 2년        | 3년        | 4년        | 5년        | 6년        | 7년        | 8년        | 9년        |
| 흥종        | 11년            | 12년                | 13년       | 14년       | 15년       | 16년       | 17년       | 18년       | 19년       | 20년       |
| 서력 (西曆) | 1041년          | 1042년              | 1043년     | 1044년     | 1045년     | 1046년     | 1047년     | 1048년     | 1049년     | 1050년     |
| 간지 (干支) | 신사(辛巳)      | 임오(壬午)          | 계미(癸未) | 갑신(甲申) | 을유(乙酉) | 병술(丙戌) | 정해(丁亥) | 무자(戊子) | 기축(己丑) | 경인(庚寅) |
| 연호 (年號) | 10년            | 11년                | 12년       | 13년       | 14년       | 15년       | 16년       | 17년       | 18년       | 19년       |
| 흥종        | 21년            | 22년                | 23년       | 24년       | 25년       |            |            |            |            |            |
| 서력 (西曆) | 1051년          | 1052년              | 1053년     | 1054년     | 1055년     |            |            |            |            |            |
| 간지 (干支) | 신묘(辛卯)      | 임진(壬辰)          | 계사(癸巳) | 갑오(甲午) | 을미(乙未) |            |            |            |            |            |
| 연호 (年號) | 20년            | 21년                | 22년       | 23년       | 24년       |            |            |            |            |            |